# بیا جلو، ابله
بیا جلو، ابله (ایتالیایی: Vieni avanti cretino) یک فیلم کمدی ایتالیایی به کارگردانی لوچانو سالچه است.

## بازیگران
- لینو بانفی
- دادا گالوتی
- جیجی ردر
- میکلا میتی
- دینو کاسیو
- نلو پاتزافینی
- آدریانا روسو
- پائولو پائولینی
- روبرتو دلا کازا
- لوچانو سالچه
- لوچانا تورینا
- موانا پوتسی
- میمو پُلی
- فرانکو براکاردی
- جیمی ایل فنومنو
- ماریا تدسکی